# Eš

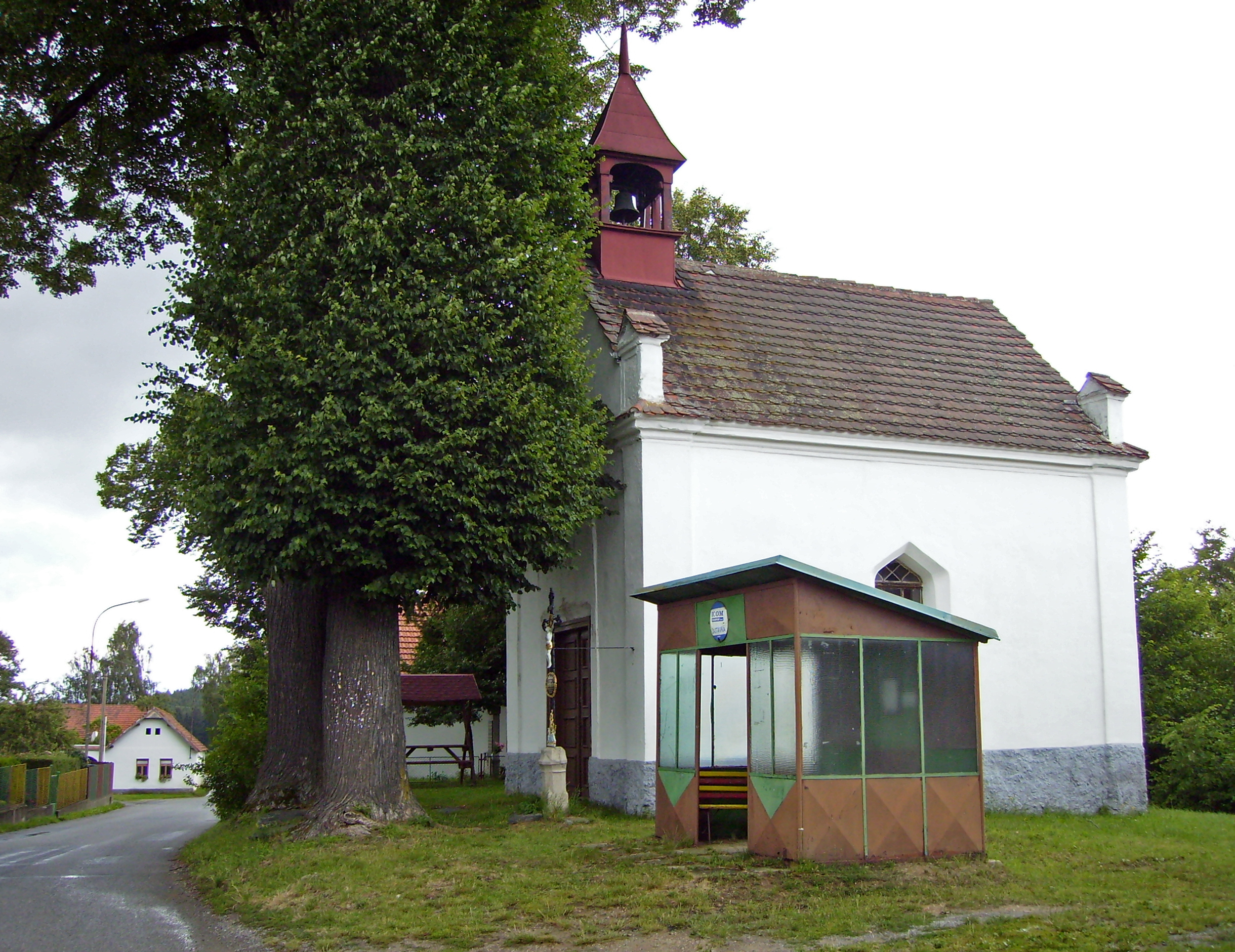
Maria-Magdalenen-Kapelle

Eš (deutsch Esche) ist eine Gemeinde mit 55 Einwohnern (1. Januar 2004) in Tschechien. Sie liegt 5 km südlich von Pacov in 545 m ü. M. nahe der Straße von Jihlava nach Pilsen und gehört dem Okres Pelhřimov an.

## Geschichte
Esche war wahrscheinlich eine deutsche Dorfgründung, die erste Erwähnung des Dorfes stammt aus dem Jahre 1415. Später entstand daraus der tschechische Ortsname Eš. 1816 erfolgte der Bau der neogotischen Maria-Magdalenen-Kapelle. Der Ort gehörte bis zur Aufhebung der Patrimonialherrschaften zur Burg Stein. 1936 gründeten die Einwohner eine Freiwillige Feuerwehr. Bis zum Jahre 1939 trug der Gemeindestempel sowohl die deutsche als auch die tschechische Bezeichnung.
Mehrere Häuser des Dorfes haben sich ihre ursprüngliche Fassadengestaltung aus der Zeit um 1800 erhalten. Diese Schrotholzbauten wurden denkmalgerecht saniert. In Eš befindet sich ein Kriegerdenkmal aus dem Ersten Weltkrieg. Die meisten der Einwohner arbeiten in Kámen, Pacov, Pelhřimov oder Tábor, nur noch ein geringer Teil sind Landwirte.
Im zwei Kilometer entfernten Nachbardorf Kámen befindet sich die Burg Kámen (Stein).
Eš ist nicht nur eine der kleinsten Gemeinden des Landes, zusammen mit der Stadt Aš ist sie eine der beiden tschechischen Gemeinden, deren Ortsname aus nur zwei Buchstaben besteht.